# Barbara Jeppe

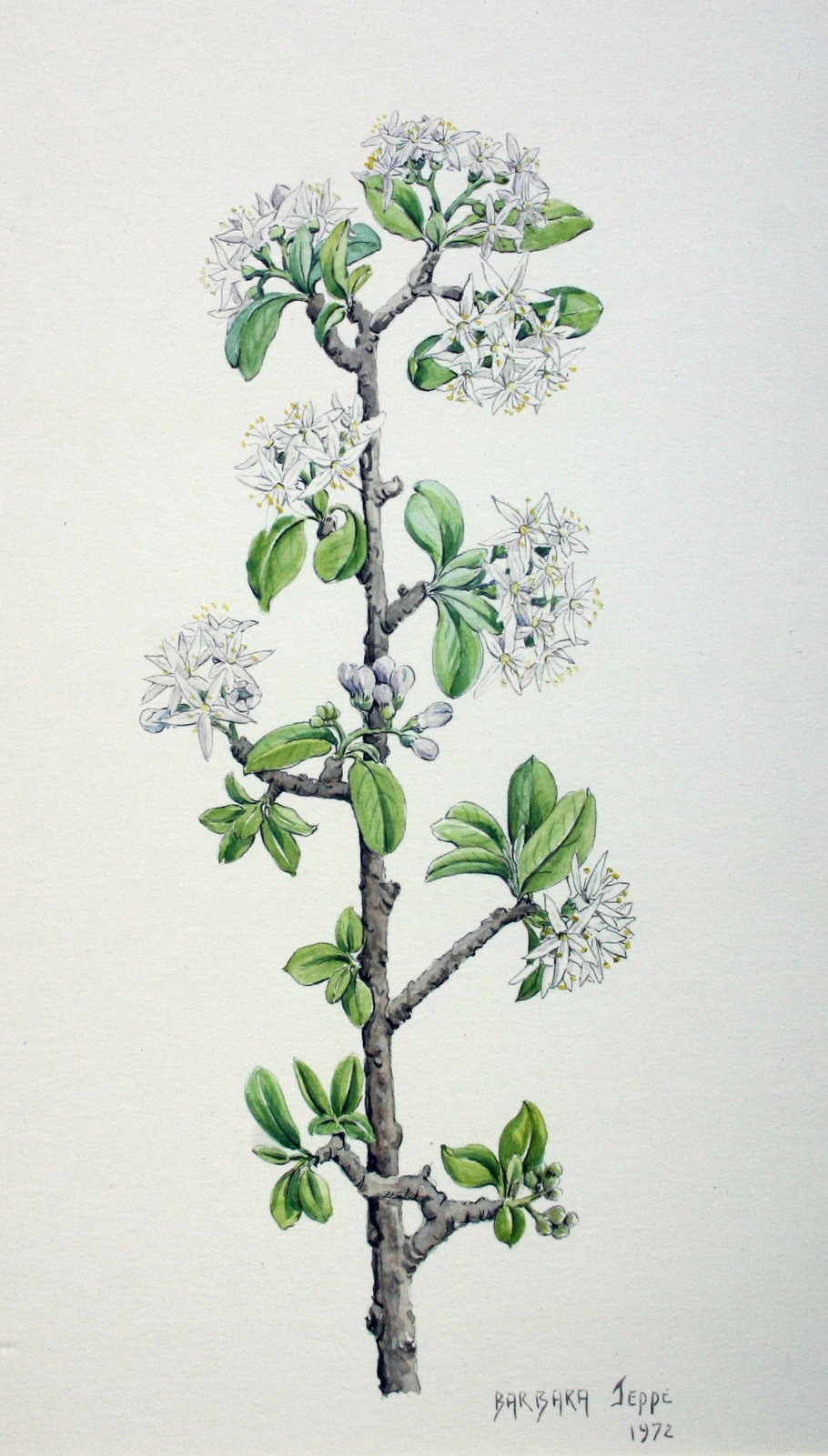
Ehretia rigida

Barbara Jeppe (21 tháng 5 năm 1921 Pilgrim's Rest - 20 tháng 6 năm 1999) là một nghệ sĩ thực vật người Nam Phi. Sinh ra ở thị trấn khai thác Pilgrim's Rest, bà là con gái của Victor Brereton, một nhà khảo sát đất đai và Gladys Evans. Ngay từ nhỏ mẹ bà đã giới thiệu bà với thế giới hoa dại.
Bà đã kết hôn với Carl Louis Jeppe, một bác sĩ tâm thần. Cặp vợ chồng có bốn đứa con, Leigh, Marie, Carl và David. Hai mươi năm trong cuộc hôn nhân của mình, bà đã minh họa cuốn sách đầu tiên của mình, Cây và Cây bụi của Witwatersrand (Nhà xuất bản Đại học Witwatersrand) mà bà đã ghi dấu ấn trong lĩnh vực nghệ thuật thực vật.
Trong khoảng thời gian ba năm, bà đã dành một năm ở Cape, minh họa và viết văn bản cho cuốn sách của mình về bóng đèn Cape. Niềm đam mê bóng đèn này đã dẫn đến việc xuất bản Bóng đèn mùa xuân và mùa đông của Western Cape (Nhà xuất bản Đại học Oxford). Tác phẩm cuối cùng của bà về Amaryllidaceae hợp tác với Piet Vorster, vẫn chưa được công bố, các minh họa được hoàn thành bởi con gái của cô, Leigh Voigt.
Bên cạnh những bức tranh thực vật của mình, Barbara Jeppe có một tình yêu lớn dành cho những con bướm và vẽ nhiều bức tranh cho bạn bè và gia đình. Bà cũng thỉnh thoảng mạo hiểm vẽ tranh phong cảnh.
Bà đã được trao tặng hai huy chương vàng vào năm 1990, một bởi Hiệp hội thực vật Nam Phi, huy chương vàng Cythna Letty cho những đóng góp cho minh họa thực vật ở Nam Phi, và một bởi Hiệp hội người mẫu giáo Nam Phi. Hiệp hội làm vườn Transvaal trao cho bà một huy chương bạc vào năm 1991.
Bà qua đời ở tuổi 78 tại Johannesburg vì biến chứng sau khi mắc bệnh viêm phổi.